# Віко-Моркоте
Віко-Моркоте (італ. Vico Morcote) — громада  в Швейцарії в кантоні Тічино, округ Лугано.

## Географія
Громада розташована на відстані близько 160 км на південний схід від Берна, 31 км на південь від Беллінцони.
Віко-Моркоте має площу 2 км², з яких на 15,4% дозволяється будівництво (житлове та будівництво доріг), 12,8% використовуються в сільськогосподарських цілях, 71,8% зайнято лісами, 0% не є продуктивними (річки, льодовики або гори).

## Демографія
2019 року в громаді мешкало 431 особа (+20,7% порівняно з 2010 роком), іноземців було 43,2%. Густота населення становила 219 осіб/км².
За віковим діапазоном населення розподілялося таким чином: 18,8% — особи молодші 20 років, 59,6% — особи у віці 20—64 років, 21,6% — особи у віці 65 років та старші. Було 206 помешкань (у середньому 2,1 особи в помешканні).